# Sobreventa

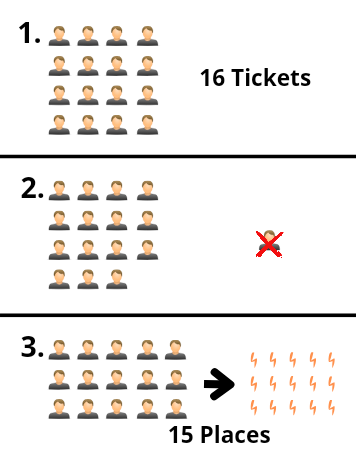
Ejemplo de sobreventa perfecto.

Sobreventa o exceso de reservas (más conocido por el inglés overselling o también overbooking) es un término usado por las compañías para referirse al exceso de venta de un servicio sobre la capacidad real de la empresa. La sobreventa es una práctica legal y común en el sector turístico y de Internet.
En hostelería y aviación se usa el término cuando un establecimiento hotelero o una compañía aérea ha rebasado sus límites de ocupación o vendido más reservas que plazas disponibles y tiene exceso de clientela a la que no puede dar servicio. La práctica se presenta como una estrategia de negocio intencional donde los vendedores esperan que algunos compradores no consumirán todos los recursos a los que tienen derecho o que cancelarán la reserva. La práctica de la sobreventa asegura que el 100% de la oferta disponible se utilizará, dando como resultado el máximo retorno de la inversión.

## Transporte
Una compañía aérea, de ferrocarril o de cualquier otro transporte, puede reservar a más clientes en un vehículo de los que realmente puede acomodar en un avión, tren o barco de crucero. Esto les permite tener un vehículo (casi) completo en la mayoría de los trayectos, incluso si algunos clientes pierden el viaje o no se presentan (las reservas son a menudo reembolsadas después). Los viajeros de negocios suelen cancelar en el último minuto, cuando sus reuniones se llevan más tiempo de lo previsto. Si todo el mundo con reserva se presenta al viaje, al menos en el caso de las compañías aéreas, el exceso de reservas se producirá debido a una sobreventa. Las líneas aéreas pueden pedir voluntarios para ceder sus asientos y/o denegar el embarque a algunos pasajeros, a cambio de una compensación que puede incluir un boleto adicional gratuito o una mejora en un vuelo posterior. Con esta práctica legal, ganan más dinero que reservado sólo la capacidad del avión y luego despegar con asientos vacíos.
Algunas aerolíneas, como JetBlue Airways, no hacen exceso de reservas como una política que incentiva y evita la decepción del cliente. Son capaces de hacer esto y seguir siendo rentables, ya que la mayoría de sus clientes son turistas en vez de viajantes de negocios, y sus billetes no son reembolsables, lo que reduce las posibilidades de pasajeros desaparecidos de sus vuelos.[cita requerida]
Pocas aerolíneas con programas de viajeros frecuentes retirarán a un cliente el privilegio de volar en un vuelo con exceso de reservas; a otro cliente se le pedirá que deje. A menudo, sólo la clase turista está con sobreventa mientras que las clases más altas no lo están, lo que permite a la aerolínea actualizar algunos pasajeros a los asientos que de otra manera no se utilicen.
En la UE, el Reglamento de la Comisión Europea 261/2004 establece los requisitos de compensación para las aerolíneas que niegan el embarque a los pasajeros debido al exceso de reservas.
Del mismo modo, en Israel, la Ley de Servicios de Aviación 5772-2012 establece en su artículo 5 los requisitos de compensación para las compañías aéreas que deniegan el embarque a aquellos pasajeros cuyo vuelo tenga origen o destino en dicho país
En 2018, 351.904 pasajeros de las 17 mayores aerolíneas estadounidenses experimentaron retrasos en sus vuelos anualmente, incluidos 10.938 por razones ajenas a su voluntad. Esta cifra sólo incluye los vuelos que salen de Estados Unidos, tanto nacionales como internacionales.
El Reglamento 261/2004 obliga a las compañías aéreas a pedir primero a los pasajeros que desocupen voluntariamente su asiento, ofreciéndoles eventualmente una compensación, pero la cuantía no está regulada. Si no hay suficientes voluntarios, las compañías aéreas pueden denegar a algunos pasajeros el derecho a embarcar, en cuyo caso el Reglamento 261/2004 establece requisitos de compensación para las compañías aéreas que denieguen el embarque a pasajeros por exceso de reservas. El Reglamento 261/2004 no menciona el destino de los pasajeros que no han confirmado su reserva y a los que se deniega el embarque.
En 2007, la Dirección General de Aviación Civil declaró culpable a Air Deccan, una aerolínea india de bajo coste, de sobreventa de billetes incluso cuando estaba prohibido. Se les acusó de estafar a los pasajeros al marcar los billetes confirmados como no reembolsables para compensar los asientos extra. La aerolínea se apropió indebidamente de todo el dinero obtenido por el overbooking, menos las tasas aeroportuarias, al no ofrecer a los clientes cuyos billetes estaban sobrevendidos un vuelo posterior. 
En las redes ferroviarias, no es frecuente que todos los asientos reservados estén ocupados. En muchas redes, incluidas las del Reino Unido y Francia, existe una diferencia entre los billetes comprados con antelación, que garantizan un asiento (determinado) y, por lo tanto, no suelen ser reembolsables, y los comprados el día del viaje, que no garantizan un asiento; estos pasajeros pueden tener que permanecer de pie u ocupar un asiento de pago en el vestíbulo. Las redes ferroviarias sufren menos presión que las compañías aéreas, que no pueden permitir que los pasajeros hagan cola.

## Hoteles
Durante las épocas de alta demanda, los hoteles también practican sobreventa y aplican procedimientos similares a los de la industria aérea. Para solucionar una sobreventa los hoteles cuentan con gestiones realizadas de antemano con hoteles vecinos, siendo en estos casos una acción de ayuda mutua ante este tipo de emergencias. Cuando no hay previo acuerdo con otro hotel, se aloja a los clientes en cualquier hotel a cuenta del establecimiento que sufre la sobreventa o a cuenta del operador turístico, dependiendo de quien haya cometido el error. Los operadores turísticos que efectúan una sobreventa suelen alojar a los clientes en otro hotel de la misma categoría en el que poseen garantía de habitaciones.